# The Master Scratch Band
The Master Scratch Band је група за коју се сматра да је започела југословенски и српски хип хоп раних осамдесетих година објављиваем ЕП-а под називом Дегоут.

## Опште информације
Бенд је објавио ЕП под називом Дегоут преко Југотона 1984. године.  Издање је имало пет електро-брејкбит нумера са репом на енглеском и српском језику. Како је Србија у то време била део СФРЈ, издање се сматра и првим југословенским хип хопиздањем.
Зоран Јевтић, Зоран Врачевић Врач и Миша Стојисиљевић компоновали су, програмирали, снимили и продуцирали пројекат МСБ. Пошто су једини семплери који су тада били доступни били далеко изван њиховог финансијског домета, трио је морао да употреби неке трикове како би постигао звук који је желео. Синтисајзери, бубањ машине, вокодери и процесори коришћени су на иновативан начин.
Група је са великим бројем сарадника радио преко месец дана у студију Друга Маца. Студијско време је било бесплатно, пошто је власник био радознао за музику МСБ-а, која је у то време била тако радикално другачија. Дегоут ЕП је издала издавачка кућа Југотон из Загреба. ЕП је резултирао са два хита на топ листама у СФРЈ и низом ТВ наступа. ЕП садржи песме Break War, Jailbreak, M.S.B., Computer Break и песму Do What You Wanna Do. ЕП је добио реиздање на винилу 2020. године.

## Дискографија

### ЕП-ови
- Дегоут (1984) (Југотон)